# Rue Berryer
La rue Berryer est une voie du 8e arrondissement de Paris.

## Situation et accès
Située dans le quartier du Faubourg-du-Roule, la rue Berryer commence au 4, avenue de Friedland et se termine au 191, rue du Faubourg-Saint-Honoré.

## Origine du nom
La voie rend hommage à l'avocat et homme politique français, membre de l'Académie française, Pierre-Antoine Berryer (1790-1868), dit Berryer fils (son père, Pierre-Nicolas Berryer (1757-1841), est quant à lui honoré par la cité Berryer, située dans une autre partie du 8e arrondissement).

## Historique
Elle est ouverte en 1842 sur les terrains de l'ex-folie Beaujon comme section de la « rue des Écuries-d'Artois ». En 1848, elle prend, avec l'ensemble de la rue, le nom de « rue de la Réforme », avant d'être classée dans la voirie parisienne et de reprendre sa dénomination originelle décret en date du 23 octobre 1852, puis d'en être séparée et de recevoir sa dénomination actuelle par un autre décret en date du 10 novembre 1877.

## Bâtiments remarquables et lieux de mémoire
- No 4 : ancien siège de l'agence de publicité Roux-Séguéla[1].
- No 8 : le romancier Albert Paraz (1899-1957) habita dans une chambre de bonne de cet immeuble pendant quelques mois à la fin des années 1920 après avoir été ruiné dans la faillite de l'atelier d'art qu'il avait fondé rue Montorgueil avec sa femme et avoir été quitté par celle-ci[2].
- No 11 : hôtel Salomon de Rothschild.

## Sources
- « Rue Berryer » sur le site « Mon village : le faubourg du Roule et ses environs », www.apophtegme.com (consulté le 31 janvier 2009).